# DL 홀

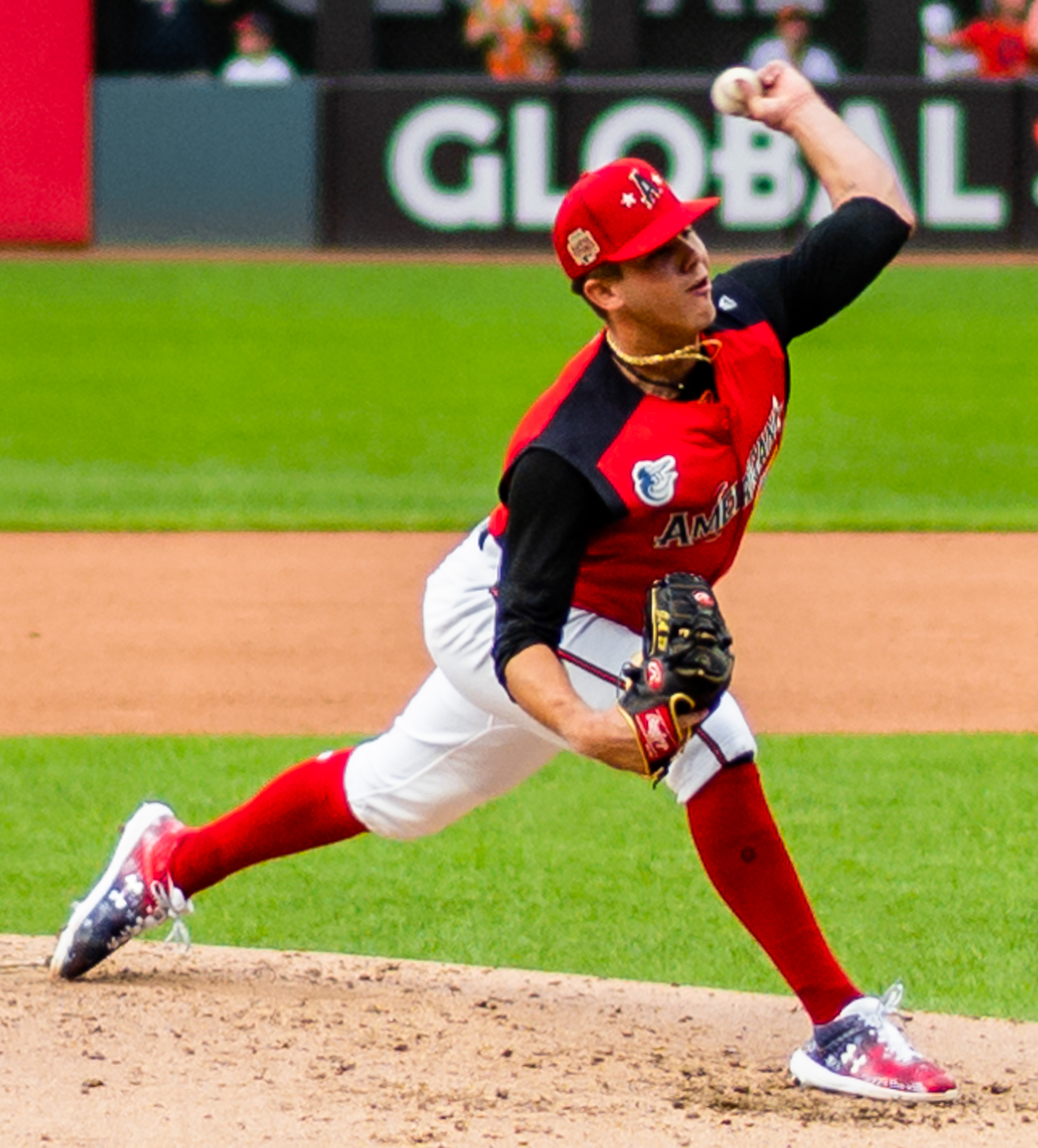
2019년 올스타 퓨처스 게임에서의 모습

DL 홀(DL Hall, 본명: 데이턴 레인 홀, Dayton Lane Hall, 1998년 9월 19일 ~ )은 미국 프로 야구 투수이자 메이저 리그 베이스볼(MLB) 밀워키 브루어스의 투수이다. 이전에 볼티모어 오리올스에서 MLB에서 뛰었다.

## 아마추어 경력
홀은 조지아주 워너 로빈스에 있는 휴스턴 카운티 고등학교로 전학하기 전에 조지아주 발도스타에 있는 발도스타 고등학교에 신입생으로 다녔다. 주니어 시절 그는 1.81의 방어율(ERA)과 89개의 삼진을 기록하며 6승 1패를 기록했다. 2016년 여름에는 리글리 필드에서 열린 언더 아머 올 아메리카 베이스볼 게임(Under Armour All-America Baseball Game)과 펫코 파크에서 열린 퍼펙트 게임 올 아메리칸 게임(Perfect Game All-American Game)에 출전했다. 시니어 시즌 이전에 홀은 발도스타(Valdosta)로 다시 이적했다. 홀은 대학 야구를 하기 위해 플로리다 주립대학교에 전념했다.